# كلاتة مستوفي (بدرانلو)
كلاتة مستوفي (بالفارسية: کلاته مستوفی) هي قرية تقع في إيران في قسم بدرانلو الريفي. يقدر عدد سكانها بـ 0 نسمة بحسب إحصاء 2016.